# Olympische Sommerspiele 2024/Teilnehmer (Griechenland)
| Gelbes Symbol für Goldmedaillen mit stilisierten Olympischen Ringen | Graues Symbol für Silbermedaillen mit stilisierten Olympischen Ringen | Braundes Symbol für Bronzemedaillen mit stilisierten Olympischen Ringen |
| ------------------------------------------------------------------- | --------------------------------------------------------------------- | ----------------------------------------------------------------------- |
| 1                                                                   | 1                                                                     | 6                                                                       |

Griechenland nahm an den Olympischen Sommerspielen 2024 in Paris teil. Es war die insgesamt 30. Teilnahme an Olympischen Sommerspielen. Das griechische Team bestand im Februar 2024 aus 52 Personen. Mitte Juli wuchs das Team durch die erfolgreiche Teilnahme an Qualifikationsturnieren und die Qualifikation durch hohe Platzierungen einzelne Athleten auf den Ranglisten auf 101 Personen an, davon waren 42 Frauen und 59 Männer.
Bei der Eröffnungszeremonie der Spiele am 26. Juli waren die Leichtathletin Antigoni Drisbioti und der Basketballspieler Giannis Antetokounmpo Fahnenträger der griechischen Mannschaft.

## Medaillen

### Medaillenspiegel
| Rang   | Sportart       | Gold | Silber | Bronze | Gesamt |
| ------ | -------------- | ---- | ------ | ------ | ------ |
| 1      | Leichtathletik | 1    | –      | 1      | 2      |
| 2      | Schwimmen      | –    | 1      | –      | 1      |
| 3      | Rudern         | –    | –      | 2      | 2      |
| 4      | Judo           | –    | –      | 1      | 1      |
| 5      | Turnen         | –    | –      | 1      | 1      |
| 6      | Ringen         | –    | –      | 1      | 1      |
| Gesamt | Gesamt         | 1    | 1      | 6      | 8      |

### Medaillengewinner
| Name/n                                    | Sportart       | Wettkampf                   |
| ----------------------------------------- | -------------- | --------------------------- |
| Gold                                      |                |                             |
| Miltiadis Tendoglou                       | Leichtathletik | Weitsprung                  |
| Silber                                    |                |                             |
| Apostolos Christou                        | Schwimmen      | 200 m Rücken                |
| Bronze                                    |                |                             |
| Theodoros Tselidis                        | Judo           | Klasse bis 90 kg            |
| Antonis Papakonstantinou Petros Gaidatzis | Rudern         | Leichtgewichts-Doppelzweier |
| Zoi Fitsiou Dimitra Eleni Kontou          | Rudern         | Leichtgewichts-Doppelzweier |
| Eleftherios Petrounias                    | Turnen         | Ringe                       |
| Emmanouil Karalis                         | Leichtathletik | Stabhochsprung              |
| Dauren Kurugliev                          | Ringen         | Klasse bis 86 kg            |

## Teilnehmer nach Sportarten

### Basketball

#### Basketball
Die griechische Nationalmannschaft der Herren konnte sich am 7. Juli 2024 über ihren Sieg beim Qualifikationsturnier einen Platz bei den Sommerspielen sichern.
| Wettbewerb    | Männer |
| ------------- | --- |
| Athleten      | Giannis Antetokounmpo Nick Calathes Vasileios Charalampopoulos Nikos Chougkaz Panagiotis Kalaitzakis Giannoulis Larentzakis Konstantinos Mitoglou Dimitrios Moraitis Georgios Papagiannis Konstantinos Papanikolaou Vasilios Toliopoulos Thomas Walkup |
| Trainer       | Vassilis Spanoulis |
| Gruppenphase  | Kanada (79:86) Spanien (77:84) Australien (77:71) |
| Viertelfinale | Deutschland (63:76) |
| Halbfinale    | ausgeschieden |
| Finale        | ausgeschieden |
| Rang          | 8. Platz |

### Fechten
Theodora Gkountoura konnte sich nach ihrer Teilnahme am Coupe Acropolis im März 2024 über ihr Ranking für die Olympischen Spiele qualifizieren.
| Athleten            | Wettbewerb   | 1. Runde | 1. Runde | 2. Runde       | 2. Runde | Achtelfinale | Achtelfinale | Viertelfinale    | Viertelfinale | Halbfinale / Klassifikation | Halbfinale / Klassifikation | Finale / Platzierung | Finale / Platzierung | Rang |
| Athleten            | Wettbewerb   | Gegner   | Ergebnis | Gegner         | Ergebnis | Gegner       | Ergebnis     | Gegner           | Ergebnis      | Gegner                      | Ergebnis                    | Gegner               | Ergebnis             | Rang |
| ------------------- | ------------ | -------- | -------- | -------------- | -------- | ------------ | ------------ | ---------------- | ------------- | --------------------------- | --------------------------- | -------------------- | -------------------- | ---- |
| Frauen              |              |          |          |                |          |              |              |                  |               |                             |                             |                      |                      |      |
| Theodora Gkountoura | Säbel Einzel | Freilos  | Freilos  | P. Brind’Amour | 15:3     | C. Berder    | 15:7         | M. Apithy-Brunet | 13:15         | ausgeschieden               | ausgeschieden               | ausgeschieden        | ausgeschieden        | 5    |

### Judo
Über ihren Rang auf der Olympischen Qualifikationsliste konnten sich im Juni 2024 zwei griechische Judoka für die Olympischen Sommerspiele qualifizieren.
| Athleten           | Wettbewerb       | 1. Runde      | 1. Runde | Achtelfinale | Achtelfinale | Viertelfinale    | Viertelfinale | Halbfinale / Trostrunde | Halbfinale / Trostrunde | Finale / Platz 3  | Finale / Platz 3 | Rang   |
| Athleten           | Wettbewerb       | Gegner        | Ergebnis | Gegner       | Ergebnis     | Gegner           | Ergebnis      | Gegner                  | Ergebnis                | Gegner            | Ergebnis         | Rang   |
| ------------------ | ---------------- | ------------- | -------- | ------------ | ------------ | ---------------- | ------------- | ----------------------- | ----------------------- | ----------------- | ---------------- | ------ |
| Frauen             |                  |               |          |              |              |                  |               |                         |                         |                   |                  |        |
| Elisavet Teltsidou | Klasse bis 70 kg | Freilos       | Freilos  | G. Willems   | 0:10         | ausgeschieden    | ausgeschieden | ausgeschieden           | ausgeschieden           | ausgeschieden     | ausgeschieden    | 7      |
| Männer             |                  |               |          |              |              |                  |               |                         |                         |                   |                  |        |
| Theodoros Tselidis | Klasse bis 90 kg | R. Florentino | 10:0     | N. Majdov    | 10:0         | M. Ngayap Hambou | 0:1           | A. Grigorian            | 10:0                    | T. Mosakhlishvili | 1:0              | Bronze |

### Leichtathletik
Laufen und Gehen
| Athleten               | Wettbewerb  | Vorlauf | Vorlauf | Hoffnungslauf | Hoffnungslauf | Halbfinale    | Halbfinale    | Finale        | Finale        | Rang |
| Athleten               | Wettbewerb  | Zeit    | Rang    | Zeit          | Rang          | Zeit          | Rang          | Zeit          | Rang          | Rang |
| ---------------------- | ----------- | ------- | ------- | ------------- | ------------- | ------------- | ------------- | ------------- | ------------- | ---- |
| Frauen                 |             |         |         |               |               |               |               |               |               |      |
| Polyniki Emmanouilidou | 100 m       | 11,25 s | 26      | —             | —             | ausgeschieden | ausgeschieden | ausgeschieden | ausgeschieden | 26   |
| Polyniki Emmanouilidou | 200 m       | 23,06 s | 18      | 22,99 s       | 3             | 23,18 s       | 24            | ausgeschieden | ausgeschieden | 24   |
| Antigoni Drisbioti     | 20 km Gehen | —       | —       | —             | —             | —             | —             | 1:31,33 h     | 22            | 22   |

Springen und Werfen
| Männer                 |                |                       |    |               |               |        |
| Emmanouil Karalis      | Stabhochsprung | 5,75 m                | 1  | 5,90 m        | 3             | Bronze |
| Miltiadis Tendoglou    | Weitsprung     | 8,32 m                | 1  | 8,48 m        | 1             | Gold   |
| Michalis Anastasakis   | Hammerwurf     | 70,14 m               | 29 | ausgeschieden | ausgeschieden | 29     |
| Christos Frantzeskakis | Hammerwurf     | 75,53 m               | 11 | 73,34 m       | 12            | 12     |
| Frauen                 |                |                       |    |               |               |        |
| Panagiota Dosi         | Hochsprung     | ohne gültigen Versuch | —  | ausgeschieden | ausgeschieden | —      |
| Tatiana Gousin         | Hochsprung     | 1,92 m                | 8  | 1,86 m        | 9             | 9      |
| Ariadni Adamopoulou    | Stabhochsprung | 4,40 m                | 12 | DNS           | DNS           | ―      |
| Eleni-Klaoudia Polak   | Stabhochsprung | 4,20 m                | 28 | ausgeschieden | ausgeschieden | 28     |
| Katerina Stefanidi     | Stabhochsprung | 4,55 m                | 5  | 4,70 m        | 9             | 9      |
| Stamatia Skarvelis     | Hammerwurf     | 69,38 m               | 18 | ausgeschieden | ausgeschieden | 18     |
| Elina Tzengko          | Speerwurf      | 63,22 m               | 5  | 61,85 m       | 9             | 9      |

### Radsport

#### Straße
| Athleten         | Wettbewerb    | Zeit      | Rang |
| ---------------- | ------------- | --------- | ---- |
| Männer           |               |           |      |
| Georgios Bouglas | Straßenrennen | 6:45:33 h | 75   |

### Reiten

#### Springreiten
Ioli Mytilineou qualifizierte sich über ihre Leistungen bei internationalen Reitturnieren für die Olympischen Sommerspiele.
| Athleten        | Wettbewerb | Strafpunkte   | Strafpunkte   | Strafpunkte   | Strafpunkte   | Strafpunkte   | Strafpunkte   | Rang |
| Athleten        | Wettbewerb | Einzelwertung | Einzelwertung | Einzelwertung | Nationenpreis | Nationenpreis | Nationenpreis | Rang |
| Athleten        | Wettbewerb | 1. Umlauf     | 2. Umlauf     | Stechen       | 1. Umlauf     | 2. Umlauf     | Stechen       | Rang |
| --------------- | ---------- | ------------- | ------------- | ------------- | ------------- | ------------- | ------------- | ---- |
| Ioli Mytilineou | Einzel     | (12)          | ausgeschieden | ausgeschieden | —             | —             | —             | 57   |

### Ringen

#### Freier Stil
Durch den fünften Platz bei den Ringer-Weltmeisterschaften 2023 in Belgrad konnte Georgios Kougioumtsidis seine Teilnahme an den Olympischen Spielen sichern. Zudem wurde beim finalen Qualifikationsturnier in Istanbul ein weiterer Quotenplatz erreicht.
Legende: G = Gewonnen, V = Verloren, S = Schultersieg
| Athleten                | Wettbewerb       | Achtelfinale | Achtelfinale | Viertelfinale | Viertelfinale | Halbfinale    | Halbfinale    | Hoffnungsrunde Halbfinale | Hoffnungsrunde Halbfinale | Hoffnungsrunde Finale | Hoffnungsrunde Finale | Finale        | Finale        | Rang   |
| Athleten                | Wettbewerb       | Gegner       | Ergebnis     | Gegner        | Ergebnis      | Gegner        | Ergebnis      | Gegner                    | Ergebnis                  | Gegner                | Ergebnis              | Gegner        | Ergebnis      | Rang   |
| ----------------------- | ---------------- | ------------ | ------------ | ------------- | ------------- | ------------- | ------------- | ------------------------- | ------------------------- | --------------------- | --------------------- | ------------- | ------------- | ------ |
| Frauen                  |                  |              |              |               |               |               |               |                           |                           |                       |                       |               |               |        |
| Maria Prevolaraki       | Klasse bis 53 kg | A. Wendle    | 2:3          | ausgeschieden | ausgeschieden | ausgeschieden | ausgeschieden | ausgeschieden             | ausgeschieden             | ausgeschieden         | ausgeschieden         | ausgeschieden | ausgeschieden | 10     |
| Männer                  |                  |              |              |               |               |               |               |                           |                           |                       |                       |               |               |        |
| Georgios Kougioumtsidis | Klasse bis 74 kg | V. Rassadin  | 2:8          | ausgeschieden | ausgeschieden | ausgeschieden | ausgeschieden | ausgeschieden             | ausgeschieden             | ausgeschieden         | ausgeschieden         | ausgeschieden | ausgeschieden | 14     |
| Dauren Kurugliev        | Klasse bis 86 kg | E. Ramos     | 11:0         | H. Yazdani    | 4:9           | ausgeschieden | ausgeschieden | J. Lawrence               | 10:0                      | M. Amine              | 5:4                   | ausgeschieden | ausgeschieden | Bronze |

### Rudern
Durch die Qualifikations-Regatta in Luzern konnten sich im Mai 2024 Zoi Fitsiou und Dimitra Elena Kontou für den Leichtgewichts-Doppelzweier der Frauen und ihre Kollegen Antonis Papakonstantinou und Petros Gaidatzis für den Leichtgewichts-Doppelzweier der Männer einen Platz im Team Hellas sichern.
| Athleten                                    | Wettbewerb                  | Vorlauf     | Vorlauf | Vorlauf       | Hoffnungslauf / Viertelfinale | Hoffnungslauf / Viertelfinale | Hoffnungslauf / Viertelfinale | Halbfinale  | Halbfinale | Halbfinale    | Finale      | Finale | Rang   |
| Athleten                                    | Wettbewerb                  | Zeit        | Rang    | Qualifikation | Zeit                          | Rang                          | Qualifikation                 | Zeit        | Rang       | Qualifikation | Zeit        | Rang   | Rang   |
| ------------------------------------------- | --------------------------- | ----------- | ------- | ------------- | ----------------------------- | ----------------------------- | ----------------------------- | ----------- | ---------- | ------------- | ----------- | ------ | ------ |
| Frauen                                      |                             |             |         |               |                               |                               |                               |             |            |               |             |        |        |
| Evangelia Anastasiadou Christina Bourbou    | Zweier ohne Steuerfrau      | 7:20,49 min | 3       | Halbfinale    | —                             | —                             | —                             | 7:18,28 min | 5          | Finale        | 7:13,30 min | 6      | 6      |
| Zoi Fitsiou Dimitra Eleni Kontou            | Leichtgewichts-Doppelzweier | 7:08,51 min | 4       | Halbfinale    | —                             | —                             | —                             | 6:57,90 min | 2          | Finale        | 6:49,28 min | 3      | Bronze |
| Männer                                      |                             |             |         |               |                               |                               |                               |             |            |               |             |        |        |
| Stefanos Douskos                            | Einer                       | 7:01,79 min | 8       | Halbfinale    | —                             | —                             | —                             | 6:56,68 min | 4          | Finale        | 7:02,05 min | 6      | 6      |
| Antonios Papakonstantinou Petros Gkaidatzis | Leichtgewichts-Doppelzweier | 6:45,90 min | 10      | Hoffnungslauf | 6:39,46 min                   | 1                             | Halbfinale                    | 6:23,36 min | 3          | Finale        | 6:13,44 min | 3      | Bronze |

### Schießen
| Athleten                              | Wettbewerb        | Qualifikation   | Qualifikation | Finale          | Finale        | Rang          |
| Athleten                              | Wettbewerb        | Ringe/ Scheiben | Rang          | Ringe/ Scheiben | Rang          | Rang          |
| ------------------------------------- | ----------------- | --------------- | ------------- | --------------- | ------------- | ------------- |
| Frauen                                |                   |                 |               |                 |               |               |
| Anna Korakaki                         | 10 m Luftpistole  | DNF             | DNF           | ausgeschieden   | ausgeschieden | ausgeschieden |
| Anna Korakaki                         | 25 m Sportpistole | 570             | 34            | ausgeschieden   | ausgeschieden | 34            |
| Christina Moschi                      | 10 m Luftpistole  | 569             | 29            | ausgeschieden   | ausgeschieden | 29            |
| Emmanouela Katzouraki                 | Skeet             | 122             | 3             | 23              | 5             | 5             |
| Männer                                |                   |                 |               |                 |               |               |
| Efthimios Mitas                       | Skeet             | 121             | 11            | ausgeschieden   | ausgeschieden | 11            |
| Charalampos Chalkadiakis              | Skeet             | 118             | 19            | ausgeschieden   | ausgeschieden | 19            |
| Mixed                                 |                   |                 |               |                 |               |               |
| Efthimios Mitas Emmanouela Katzouraki | Skeet             | 139             | 13            | ausgeschieden   | ausgeschieden | 13            |

### Schwimmen
| Athleten                                                                     | Wettbewerb          | Vorlauf      | Vorlauf | Halbfinale    | Halbfinale    | Finale        | Finale        | Rang   |
| Athleten                                                                     | Wettbewerb          | Zeit         | Rang    | Zeit          | Rang          | Zeit          | Rang          | Rang   |
| ---------------------------------------------------------------------------- | ------------------- | ------------ | ------- | ------------- | ------------- | ------------- | ------------- | ------ |
| Frauen                                                                       |                     |              |         |               |               |               |               |        |
| Theodora Drakou                                                              | 50 m Freistil       | 24,80 s      | 17      | ausgeschieden | ausgeschieden | ausgeschieden | ausgeschieden | 17     |
| Anna Doudounaki                                                              | 100 m Schmetterling | 58,14 s      | 19      | ausgeschieden | ausgeschieden | ausgeschieden | ausgeschieden | 19     |
| Georgia Damasioti                                                            | 100 m Schmetterling | 58,72 s      | 23      | ausgeschieden | ausgeschieden | ausgeschieden | ausgeschieden | 23     |
| Georgia Damasioti                                                            | 200 m Schmetterling | 2:09,55 min  | 13      | 2:10,25 min   | 15            | ausgeschieden | ausgeschieden | 15     |
| Männer                                                                       |                     |              |         |               |               |               |               |        |
| Kristian Gkolomeev                                                           | 50 m Freistil       | 21,86 s      | 8       | 21,62 s       | 7             | 21,59 s       | 5             | 5      |
| Stergios Marios Bilas                                                        | 50 m Freistil       | 22,00 s      | 18      | ausgeschieden | ausgeschieden | ausgeschieden | ausgeschieden | 18     |
| Dimitrios Markos                                                             | 800 m Freistil      | 8:01,37 min  | 26      | —             | —             | ausgeschieden | ausgeschieden | 26     |
| Dimitrios Markos                                                             | 1500 m Freistil     | 15:11,19 min | 19      | —             | —             | ausgeschieden | ausgeschieden | 19     |
| Apostolos Christou                                                           | 100 m Rücken        | 52,95 s      | 3       | 52,77 s       | 6             | 52,41 s       | 4             | 4      |
| Apostolos Christou                                                           | 200 m Rücken        | 1:57,13 min  | 7       | 1:56, 33 min  | 3             | 1:54,82 min   | 2             | Silber |
| Evangelos Makrygiannis                                                       | 100 m Rücken        | 53,24 s      | 8       | 52,97 s       | 9             | ausgeschieden | ausgeschieden | 9      |
| Apostolos Siskos                                                             | 200 m Rücken        | 1:57,26 min  | 8       | 1:57,77 min   | 16            | ausgeschieden | ausgeschieden | 16     |
| Apostolos Papastamos                                                         | 200 m Lagen         | 2:00,79 min  | 12      | 2:01,02 min   | 16            | ausgeschieden | ausgeschieden | 16     |
| Apostolos Papastamos                                                         | 400 m Lagen         | 4:15,32 min  | 15      | —             | —             | ausgeschieden | ausgeschieden | 15     |
| Stergios Marios Bilas Panagiotis Bolanos Odysseus Meladinis Andreas Vazaios  | 4 × 100 m Freistil  | 3:17,47 min  | 16      | —             | —             | ausgeschieden | ausgeschieden | 16     |
| Andreas Vazaios Dimitrios Markos Konstantinos Englezakis Konstantinos Stamou | 4 × 200 m Freistil  | 7:09,60 min  | 11      | —             | —             | ausgeschieden | ausgeschieden | 11     |
| Athanasios Kynigakis                                                         | 10 km Freiwasser    | —            | —       | —             | —             | 1:52:37,2 h   | 10            | 10     |
| Mixed                                                                        |                     |              |         |               |               |               |               |        |
| Anna Doudounaki Theodora Drakou Apostolos Christou Vangelis Doumas           | 4 × 100 m Lagen     | 3:46,40 min  | 13      | —             | —             | ausgeschieden | ausgeschieden | 13     |

### Segeln
Durch die Last Chance Regatta 2024 im April 2024 konnte sich Griechenland drei Plätze für die Olympischen Sommerspiele sichern.
| Athleten                          | Wettbewerb   | Qualifikation | Qualifikation | Medal Race    | Medal Race    | Punkte | Rang |
| Athleten                          | Wettbewerb   | Punkte        | Rang          | Punkte        | Rang          | Punkte | Rang |
| --------------------------------- | ------------ | ------------- | ------------- | ------------- | ------------- | ------ | ---- |
| Männer                            |              |               |               |               |               |        |      |
| Vyronas Kokkalanis                | iQFoiL       | 178           | 22            | ausgeschieden | ausgeschieden | 178    | 22   |
| Kameron Maramenidis               | Formula Kite | 39            | 11            | ausgeschieden | ausgeschieden | 39     | 11   |
| Mixed                             |              |               |               |               |               |        |      |
| Odysseas Spanakis Ariadni Spanaki | 470er        | 68            | 12            | ausgeschieden | ausgeschieden | 68     | 12   |

### Synchronschwimmen
| Athletinnen                             | Wettbewerb | Technische Kür | Technische Kür | Freie Kür | Freie Kür | Akrobatische Kür | Akrobatische Kür | Gesamt   | Gesamt |
| Athletinnen                             | Wettbewerb | Punkte         | Rang           | Punkte    | Rang      | Punkte           | Rang             | Punkte   | Rang   |
| --------------------------------------- | ---------- | -------------- | -------------- | --------- | --------- | ---------------- | ---------------- | -------- | ------ |
| Frauen                                  |            |                |                |           |           |                  |                  |          |        |
| Evangelia Platanioti Sofia Malkogeorgou | Duett      | 250,4584       | 8              | 281,8418  | 6         | —                | —                | 532,3002 | 6      |

### Tennis
Über die ATP- und WTA-Ranglisten qualifizierten sich vier griechische Tennisspieler für die in Stade Roland Garros ausgetragenen Wettbewerbe.
| Athleten                            | Wettbewerb | 1. Runde                 | 1. Runde         | 2. Runde      | 2. Runde      | Achtelfinale            | Achtelfinale   | Viertelfinale | Viertelfinale | Halbfinale    | Halbfinale    | Finale / Platz 3 | Finale / Platz 3 | Rang |
| Athleten                            | Wettbewerb | Gegner                   | Ergebnis         | Gegner        | Ergebnis      | Gegner                  | Ergebnis       | Gegner        | Ergebnis      | Gegner        | Ergebnis      | Gegner           | Ergebnis         | Rang |
| ----------------------------------- | ---------- | ------------------------ | ---------------- | ------------- | ------------- | ----------------------- | -------------- | ------------- | ------------- | ------------- | ------------- | ---------------- | ---------------- | ---- |
| Frauen                              |            |                          |                  |               |               |                         |                |               |               |               |               |                  |                  |      |
| Maria Sakkari                       | Einzel     | D. Kovinić               | 6:0, 6:1         | Y. Yue        | 6:2, 6:1      | M. Kostjuk              | 6:4, 6:75, 4:6 | ausgeschieden | ausgeschieden | ausgeschieden | ausgeschieden | ausgeschieden    | ausgeschieden    | 9    |
| Despina Papamichail Maria Sakkari   | Doppel     | D. Collins / D. Krawczyk | 1:6, 3:6         | —             | —             | ausgeschieden           | ausgeschieden  | ausgeschieden | ausgeschieden | ausgeschieden | ausgeschieden | ausgeschieden    | ausgeschieden    | 17   |
| Männer                              |            |                          |                  |               |               |                         |                |               |               |               |               |                  |                  |      |
| Stefanos Tsitsipas                  | Einzel     | Z. Bergs                 | 7:66, 1:6, 6:1   | D. Evans      | 6:1, 6:2      | S. Báez                 | 7:5, 6:1       | N. Đoković    | 3:6, 6:73     | ausgeschieden | ausgeschieden | ausgeschieden    | ausgeschieden    | 5    |
| Petros Tsitsipas                    | Einzel     | T. Griekspoor            | 2:6, 3:6         | ausgeschieden | ausgeschieden | ausgeschieden           | ausgeschieden  | ausgeschieden | ausgeschieden | ausgeschieden | ausgeschieden | ausgeschieden    | ausgeschieden    | 33   |
| Petros Tsitsipas Stefanos Tsitsipas | Doppel     | N. Borges / F. Cabral    | 6:3, 3:6, [6:10] | —             | —             | ausgeschieden           | ausgeschieden  | ausgeschieden | ausgeschieden | ausgeschieden | ausgeschieden | ausgeschieden    | ausgeschieden    | 17   |
| Mixed                               |            |                          |                  |               |               |                         |                |               |               |               |               |                  |                  |      |
| Maria Sakkari Stefanos Tsitsipas    | Mixed      | —                        | —                | —             | —             | D. Schuurs / W. Koolhof | 4:6, 6:73      | ausgeschieden | ausgeschieden | ausgeschieden | ausgeschieden | ausgeschieden    | ausgeschieden    | 9    |

### Tischtennis
Über das europäische Qualifikationsturnier in Sarajevo konnte sich Panagiotis Gionis für die Olympischen Spiele qualifizieren.
| Athleten          | Wettbewerb | 1. Runde | 1. Runde | 2. Runde | 2. Runde | 3. Runde | 3. Runde | Achtelfinale  | Achtelfinale  | Viertelfinale | Viertelfinale | Halbfinale    | Halbfinale    | Finale / Platz 3 | Finale / Platz 3 | Rang |
| Athleten          | Wettbewerb | Gegner   | Erg.     | Gegner   | Erg.     | Gegner   | Erg.     | Gegner        | Erg.          | Gegner        | Erg.          | Gegner        | Erg.          | Gegner           | Erg.             | Rang |
| ----------------- | ---------- | -------- | -------- | -------- | -------- | -------- | -------- | ------------- | ------------- | ------------- | ------------- | ------------- | ------------- | ---------------- | ---------------- | ---- |
| Männer            |            |          |          |          |          |          |          |               |               |               |               |               |               |                  |                  |      |
| Panagiotis Gionis | Einzel     | Freilos  | Freilos  | E. Ly    | 4:0      | K. Jha   | 2:4      | ausgeschieden | ausgeschieden | ausgeschieden | ausgeschieden | ausgeschieden | ausgeschieden | ausgeschieden    | ausgeschieden    | 17   |

### Turnen

#### Gerätturnen
| Athleten               | Wettbewerb | Qualifikation | Qualifikation | Finale | Finale | Rang   |
| Athleten               | Wettbewerb | Punkte        | Rang          | Punkte | Rang   | Rang   |
| ---------------------- | ---------- | ------------- | ------------- | ------ | ------ | ------ |
| Männer                 |            |               |               |        |        |        |
| Eleftherios Petrounias | Ringe      | 14,800        | 6             | 15,100 | 3      | Bronze |

### Wasserball
Die griechische Männermannschaft erreichte bei den Weltmeisterschaften 2023 in Fukuoka den zweiten Platz und qualifizierte sich so für Paris. Die Frauenmannschaft konnte sich durch ihre Leistungen bei den Weltmeisterschaften 2024 die Teilnahme an den Olympischen Spielen in Paris sichern.
| Wettbewerb         | Frauen | Männer |
| ------------------ | --- | --- |
| Athleten           | Chrysoula Diamantopoulou Eleftheria Plevritou Ioanna Chydirioti Nikoleta Eleftheriadou Margarita Plevritou Eleni Xenaki Alexandra Asimaki Maria Patra Irini Ninou Vasiliki Plevritou Athina Giannopoulou Maria Myriokafalitaki Ioanna Stamatopoulou | Manolis Zerdevas Konstantinos Genidounias Dimitris Skoumpakis Nikos Gkillas Ioannis Fountoulis Alexandros Papanastasiou Konstantinos Kakaris Stylianos Argyropoulos-Kanakis Dimitris Nikolaidis Panagiotis Tzortazatos Stathis Kalogeropoulos Angelos Vlachopoulos Nikos-Spyros Papanikolaou |
| Trainer            | Alexia Kammenou | Theodoros Vlachos |
| Gruppenphase       | Vereinigte Staaten (6:15) Spanien (8:10) Italien (8:12) Frankreich (11:4) | Rumänien (14:7) Montenegro (17:16) Vereinigte Staaten (13:11) Kroatien (13:14) Italien (9:8) |
| Viertelfinale      | Australien (6:9) | Serbien (11:12) |
| Platzierungsspiele | Ungarn (9:12) Kanada (19:10) | Australien (15:9) Spanien (15:13) |
| Halbfinale         | ausgeschieden | ausgeschieden |
| Finale             | ausgeschieden | ausgeschieden |
| Rang               | 7 | 5 |